# Diolcogaster alvearia
Diolcogaster alvearia är en stekelart som först beskrevs av Fabricius 1798.  Diolcogaster alvearia ingår i släktet Diolcogaster och familjen bracksteklar. Arten är reproducerande i Sverige. Inga underarter finns listade i Catalogue of Life.